# 陆秀夫祠
陆秀夫祠又称陆公祠，位于江苏省盐城市亭湖区，是中华人民共和国江苏省文物保护单位之一。
1995年4月19日，被授予江苏省文物保护单位，是一座古建筑及历史纪念建筑物。陆秀夫是南宋末年殉国的宰相。陆公祠始建于明朝，原有建筑在中华人民共和国建国后陆续被侵占。2008年陆公祠修复扩建工程启动，意图恢复部分原有规制。